# Elecciones presidenciales de Timor Oriental de 2012
Las terceras elecciones presidenciales de Timor Oriental se llevaron a cabo el 17 de marzo de 2012 con una segunda vuelta el 16 de abril para escoger al presidente del período 2012-2017. El presidente José Ramos-Horta buscó su reelección, pero quedó tercero tras Francisco Guterres, del izquierdista FRETILIN, y Taur Matan Ruak, candidato independiente apoyado por el Congreso Nacional de Reconstrucción de Timor del Este. Guterres ganó en primera vuelta pero no recibió mayoría absoluta, por lo que debió enfrentar un balotaje con Taur Matan Ruak. Este último obtuvo una aplastante victoria con más del 61% de los votos, convirtiéndose en el tercer presidente de Timor Oriental desde su independencia en 2002. Las elecciones fueron vistas como un reto para la "joven democracia" timorense, al tener que hacerse cargo de su propia seguridad durante los comicios.

## Antecedentes
El cargo de Presidente de Timor Oriental es visto como un puesto unificador para el país después de la crisis de 1999 que condujo al fin de la ocupación del lado este de la isla por Indonesia. También fue vista como una oportunidad para el FRETILIN de recuperar el control sobre el país de cara a las elecciones legislativas del mismo año. Inicialmente, José Ramos-Horta no quería presentarse a la reelección, pero luego de que se presentara un proyecto de más de 120.000 firmas pidiendo su candidatura, se postuló.

## Candidaturas
Hubo diez candidaturas aprobadas. Había inicialmente doce aspirantes. Los otros dos, finalmente, fueron excluidos, uno por no cumplir con los requisitos de nominación y el otro falleció durante la campaña.
- Abílio Araújo[6]
- Fernando Lasama de Araújo, presidente del Parlamento Nacional de Timor Oriental,[7] presidente del Partido Democrático
- María do Céu[8]
- Lucas da Costa[9]
- Francisco Gomes
- Francisco Guterres, FRETILIN
- José Luís Guterres, vice primer ministro y miembro del Frente-Mudança[6]
- José Ramos-Horta, Presidente incumbente
- Rogério Lobato[10]
- Angelita Pires[11]
- Taur Matan Ruak, conocido como TMR,[7] antes comandante de las fuerzas armadas,[12] a pesar de presentarse como candidato independiente, recibió el apoyo del Congreso Nacional de Reconstrucción de Timor del Este, del primer ministro Xanana Gusmão[4]
- Manuel Tilman[6]

La candidatura de Angela Freitas fue rechazada por el CNE debido a que no consiguió todas las firmas requeridas, por lo que ofreció su apoyo al FRETILIN. Francisco Xavier do Amaral, quien fuera brevemente presidente durante la guerra contra Indonesia en la ocupación del país (1975-1976), presentó su candidatura por la Asociación Social Demócrata Timorense, pero falleció durante la campaña el 5 de marzo. A pesar de su fallecimiento, se continuó con la campaña normalmente, lo cual fue controvertido.

## Proceso preelectoral

### Campaña
La principal preocupación durante la campaña fueron las cuestiones económicas. De acuerdo con AFP, los tres candidatos que tenían más posibilidades de ganar eran Ramos-Horta, Guterres y Ruak. Ruak incluso declaró que tenía la esperanza de ganar sin necesitar una segunda vuelta, sobre todo después de que el partido CNRT retiró su apoyo a Ramos-Horta y se lo entregó a él. Ramos-Horta afirmó que no estaba infeliz por su quiebre con el CNRT, alegando que era un asunto del partido si quería apoyarlo o no, y que admiraba profundamente a Ruak y lo felicitaba. Ruak comúnmente hizo campaña vestido de camuflaje para resaltar su papel en la guerra de independencia.
Ramos-Horta dijo antes de la elección de que "Si no soy elegido, tengo tantas cosas que hacer - Tengo que luchar para elegir qué hacer". Tras el anuncio de la segunda vuelta, Ruak y Guterres afirmaron que respeterían el resultado, y el primer ministro Xanana Gusmão hizo campaña en favor del primero. Tanto Ramos-Horta como Fernando Lasama de Araújo, el cuarto candidato, se mantuvieron neutrales después de la primera vuelta y no apoyaron a ninguno de los dos candidatos.

### Observación electoral
Los observadores internacionales estuvieron presentes desde Australia, la Unión Europea, la Red Asiática para Elecciones Libres (ANFREL) y la Comunidad de Países de Lengua Portuguesa. El 2 de marzo, el CNE llevó a cabo una reunión, encabezada por su presidente, Faustino Cardoso Gomes, con una delegación de la UE con sede en el país para examinar las cuestiones relativas a la elección y su seguimiento.
El 28 de febrero, la Comisión Nacional Electoral (CNE) había organizado una iniciativa nacional para la realización de una elección pacífica en el centro de convenciones de Dili. A ella asistieron los líderes tradicionales de los trece distritos electorales y culminó en un pacto que se firmó después de un debate a continuación, por doce de los trece candidatos (Francisco Xavier do Amaral no asistió al evento debido a la mala salud, muriendo una semana después).
El 5 de marzo, el CNE realizó una reunión con los partidos políticos y los candidatos presidenciales para explicar los problemas y normas sobre el proceso de la campaña, el papel de los partidos políticos, candidatos y agentes financieros de campaña, asistieron a ella varios partidos políticos y seis de los doce candidatos. Varios observadores afirmaron que la campaña fue limpia y pacífica, y que se esperaba lo mismo de los comicios. La UNMIT (misión especial de las Naciones Unidas en el país), declaró que si la paz se mantenía, podrían abandonar el país al cabo de un año y darle la total soberanía sobre su seguridad al gobierno timorense.

### Actos de violencia
El 20 de febrero, a las 3:00 de la tarde, las oficinas de la CNE y la Secretaría Técnica de Administración Electoral en Dili fueron bombardeadas, siendo también dañado un vehículo de la UNMIT. A pesar de las especulaciones de la prensa de que se trataba de intimidación a los votantes, el presidente Ramos-Horta negó tal situación, alegó que el país estaba estable y que eso era solo un incidente aislado, asegurando que todo en las elecciones saldría bien. Sin embargo, el embajador de Indonesia, Eddy Setyabudi, dijo que el gobierno de Indonesia estaba haciendo planes de contingencia para evacuar a 7.540 indonesios del país si la situación empeoraba y se producían nuevos disturbios, tras una reunión del comité fronterizo de coordinación entre ambos países.
El 13 de abril, justo antes de la segunda vuelta, se registró que unas cien personas atacaron la sede de campaña de Ruak con piedras. Más violencia se reportó posteriormente, como la quema de las casas de dos "apoyos políticos" de Ruak y la destrucción de varios vehículos de campaña. El subcomandante de la Policía Nacional de Timor Oriental, Alfonso de Jesús dijo que a pesar de la presencia de incidentes adversos los ataques contra las fuerzas de seguridad, si bien ocurrieron, no fueron graves, pero denunciando también que algunos de los que arrojaron piedras también atacaron a los policías en cuanto los vieron acercarse.

## Resultados
De una población de 1.100.000 personas, unas 620.000 estaban habilitadas para votar. En el país hay trece distritos electorales. La votación se realizó entre las 07:00 y las 15:00 sin reportes de incidentes adversos. En al menos un centro de votación que fue monitoreado, los asistentes entregaron las papeletas sin sellar bajo protección policial de las Naciones Unidas. Un alto número de votantes también fue grabado en algunos centros de votación que necesitaban utilizar sus papeletas de reserva.
Ermenegildo Lopes, el líder de Bloku Ploklamador, dijo que los representantes de su partido indicaron que nadie cruzó el umbral del 50% para evitar una segunda vuelta. La AFP también dijo que la elección fue "muy organizada" en contraste con la violencia preelectoral en 2006. Ramos-Horta felicitó al pueblo por celebrar una votación pacífica, y afirmó que ya estaban listos para hacerse cargo de su seguridad.
Los resultados preliminares daban la ventaja a Francisco Guterres con algo más del 27% de los sufragios, seguido por Taur Matan Ruak con un 24% de los votos y el entonces presidente José Ramos-Horta con el 19% de los votos. En la segunda vuelta, celebrada el 16 de abril, Ruak triunfó con el 61% de los votos. La participación electoral fue del 72.1%.
| Candidatos | Partidos                                                                             | Primera vuelta | Primera vuelta | Segunda vuelta | Segunda vuelta |
| Candidatos | Partidos                                                                             | Votos          | %              | Votos          | %              |
| --- | ------------------------------------------------------------------------------------ | -------------- | -------------- | -------------- | -------------- |
| Taur Matan Ruak | Independiente (apoyado por el Congreso Nacional de Reconstrucción de Timor del Este) | 119.462        | 25.71          | 275.471        | 61.23          |
| Francisco Guterres | Frente Revolucionario de Timor Oriental Independiente                                | 133.635        | 28.76          | 174.408        | 38.77          |
| José Ramos-Horta | Independiente                                                                        | 81.231         | 17.48          |                |                |
| Fernando de Araújo | Partido Democrático                                                                  | 80.381         | 17.30          |                |                |
| Rogério Lobato | Independiente                                                                        | 16.219         | 3.49           |                |                |
| José Luís Guterres | Frenti-Mudança                                                                       | 9.235          | 1.99           |                |                |
| Manuel Tilman | Asociación de Héroes Timorenses                                                      | 7.226          | 1.56           |                |                |
| Abílio Araújo | Partido Nacionalista Timorense                                                       | 6.294          | 1.35           |                |                |
| Lucas da Costa | Independiente                                                                        | 3.862          | 0.83           |                |                |
| Francisco Gomes | Partidu Liberta Povu Aileba                                                          | 3.531          | 0.76           |                |                |
| María do Céu | Independiente                                                                        | 1.843          | 0.40           |                |                |
| Angelita Pires | Independiente                                                                        | 1.742          | 0.37           |                |                |
| Votos válidos | Votos válidos                                                                        | 464.661        | 94.84          | 449.879        | 98.08          |
| Votos nulos | Votos nulos                                                                          | 18.788         | 3.83           | 6.801          | 1.48           |
| Votos blancos | Votos blancos                                                                        | 6.484          | 1.32           | 2.023          | 0.44           |
| Votos en total (participación 78.20%/73.12%) | Votos en total (participación 78.20%/73.12%)                                         | 489.933        | 100.00         | 458.703        | 100.00         |
| Fuente: CNE (enlace roto disponible en Internet Archive; véase el historial, la primera versión y la última)., CNE (enlace roto disponible en Internet Archive; véase el historial, la primera versión y la última). |                                                                                      |                |                |                |                |

## Reacciones
Ramos-Horta anunció que no estaba decepcionado con el resultado de la primera vuelta, y que el 20 de mayo, día del fin de su mandato, entregaría la presidencia al ganador de la segunda vuelta, pues para él su único deber era garantizar la paz y la estabilidad política y social del país. Posterior a la segunda vuelta, Ruak agradeció al pueblo timorense por su confianza, y afirmó estar orgulloso por su amplia victoria. Ameerah Haq, representante de las Naciones Unidas en la isla, anunció que si las elecciones legislativas transcurrían con la misma tranquilidad, la ONU restauraría la completa soberanía del país.